# 蒙特焦科
蒙特焦科（義大利語：Montegioco），是意大利亚历山德里亚省的一个市镇。总面积5.44平方公里，人口347人，人口密度63.8人/平方公里（2009年）。ISTAT代码为006107。